# Vestfjarðavegur
Der Vestfjarðavegur  ist eine Straße zum größten Teil in den Westfjorden von Island.
Sie beginnt in Höhe von Snæfellsnes und führt etwa entlang der Süd- und der Westküste der Westfjorde bis nach Ísafjörður.
Der Anfang und das Ende des Wegs liegen rund 160 Kilometer Luftlinie voneinander entfernt, trotzdem ist die Straße über 300 Kilometer lang.
In Küstennähe muss sie diverse Fjorde umrunden.
Die Strecke von Ísafjörður, am Ende der Straße, bis Reykjavík beträgt 420 km davon sind 58 km noch nicht asphaltiert. 
Der Vestfjarðavegur zweigt vom Hringvegur  nördlich von Bifröst in nordwestliche Richtung ab.
In Búðardalur, dem einzigen Ort direkt an der Straße, wird die Straße Vesturbraut genannt.
Seit 1997 muss der Gilsfjörður nicht mehr umfahren werden. Die Straße verläuft jetzt über Dämme und eine Brücke.
Etwas weiter nördlich zweigt der Djúpvegur  nach Nordosten ab.
Der Abschnitt vom Þorskafjörður um den Djúpifjörður und Gufufjörður ist noch nicht asphaltiert.
Die Arbeiten sind geplant und sollen den Weg verkürzen.
Der Mjóifjörður liegt hinter Dämmen und einer Brücke.
Seit 2014 muss der innere Kjálkafjörður nicht mehr vollständig umfahren werden.
Dämme und eine 117 m lange Brücke verkürzen den Weg.
Im Vatnsfjörður zweigt der Barðastrandarvegur  nach Südwesten ab.
Er führt auch zum Fährhafen Brjánslækur und in Richtung  Látrabjarg.
Der Vestfjarðavegur verlässt hier die Küste und führt kurvenreich über die Hochebenen bis zur Dynjandisheiði.
Dies ist der längste nicht asphaltierte Abschnitt dieser Hauptstraße der wenige Kilometer vor den Dýrafjarðargöng endet.

Jetzt werden Angebote eingeholt um einen 12,6 km langen Abschnitt zwischen dem Bíldudalsvegur  und dem Fjallafoss zu erneuern.
Die Neue Strecke verkürzt sich und weist weniger Kurven auf.
Die Dýrafjarðargöng wurden am 25. Oktober 2020 eröffnet.
Die Straße um den Dýrafjörður wurde bereits 1990 durch Dämme und eine Brücke verkürzt.
Über die 270 m hohe Gemlufallsheiði führt die Straße nach Norden in den Önundarfjörður.
An dessen Nordufer führt das Breiðdalur bis zum Breiðadals-og-Botnsheiðar-Tunnel.
Im Tunnel gibt es einen Abzweig nach Westen.
Der Súgandafjarðarvegur  führt in den Fjord.
Weiter nach Norden führt der Vestfjarðavegur durch das Túngudalur in die Stadt Ísafjörður.
Wo er wieder auf den Djúpvegur  trifft und endet.